# Francisco Luiz Sibut Gomide
Francisco Luiz Sibut Gomide (Curitiba, 30 de noviembre de 1945) es un ingeniero, economista y político brasileño. Se desempeñó como ministro de minas y energía de Brasil en el gobierno de Fernando Henrique Cardoso, desde 2002 hasta 2003.

## Biografía
Graduado en ingeniería y economía la Universidad Federal de Paraná, posee un doctorado en hidrología y recursos hídricos de la Universidad Estatal de Colorado.
Se desempeñó como ingeniero hidráulico en la Compañía de Energía de Paraná entre 1969 y 1982, donde fue director financiero (1983-1985) y presidente (1986-1993). Entre 1993 y 1995 fue gerente general de la central hidroeléctrica de Itaipú. Fue también presidente de Espírito Santo Centrales Eléctricas S.A. (Escelsa), entre 1995 y 2001, y de la Compañía de Energía de Mato Grosso do Sul de 1997 a 2001. Además se ha desempeñado como profesor titular de la Universidad Federal de Paraná.
Está afiliado al Movimiento Democrático Brasileño. Estaba jubilado, prestando asesoramiento para el comité de revitalización del modelo del sector eléctrico de la cámara de gestión de la crisis de energía (GCE), cuando asumió al frente del ministerio de minas y energía en el último año del gobierno de Fernando Henrique Cardoso.
Desde 2017 es director de la Companhia de Saneamento Básico del Estado de São Paulo (SABESP).